# 齊賓卡
齊賓卡是波蘭的城鎮，位於該國西部，距離斯武比采24公里，毗鄰與德國接壤的邊境，由盧布斯卡省負責管轄，面積5.32平方公里，該鎮在1945年2月4日被徹底破壞，2011年人口2,947。

## 外部連結
- Jewish Community in Cybinka （页面存档备份，存于） on Virtual Shtetl

52°12′N 14°47′E / 52.200°N 14.783°E